# Liste des églises de Tarn-et-Garonne
La liste des églises de Tarn-et-Garonne recense de manière exhaustive les églises situées dans le département français de Tarn-et-Garonne.
Toutes sont situées dans le diocèse de Montauban.

## Statistiques

### Nombres
Le département de Tarn-et-Garonne comprend 195 communes au 1er janvier 2020.
En 2018, le diocèse de Montauban compte 295 paroisses.

## Classement
Le classement ci-après se fait par commune selon l'ordre alphabétique.
Il est fait état des diverses protections dont elles peuvent bénéficier, et notamment les inscriptions et classements au titre des monuments historiques.

## Liste

### Cultecatholique
| Église                                                                                         | Commune                    | Adresse                                        | Coordonnées                      | Notice         | Protection | Date               | Illustration |
| ---------------------------------------------------------------------------------------------- | -------------------------- | ---------------------------------------------- | -------------------------------- | -------------- | --- | ------------------ | --- |
| Église Saint-Pierre-aux-Liens dite du Tap d'Albefeuille                                        | Albefeuille-Lagarde        |                                                | 44° 03′ 05″ nord, 1° 15′ 12″ est | « IA00039792 » | |                    | Église Saint-Pierre-aux-Liens dite du Tap d'Albefeuille |
| Église Saint-Pierre-ès-Liens de Lagarde                                                        | Albefeuille-Lagarde        |                                                | 44° 04′ 02″ nord, 1° 16′ 41″ est | « IA00039788 » | |                    | Église Saint-Pierre-ès-Liens de Lagarde |
| Église Saint-Georges d'Albias                                                                  | Albias                     |                                                | 44° 05′ 27″ nord, 1° 26′ 58″ est | « IA82114252 » | |                    | Église Saint-Georges d'Albias |
| Église Saint-Pierre d'Angeville                                                                | Angeville                  |                                                | 43° 59′ 58″ nord, 1° 01′ 41″ est |                | |                    | Église Saint-Pierre d'Angeville |
| Église de la Nativité-de-Notre-Dame d'Asques                                                   | Asques                     |                                                | 43° 59′ 21″ nord, 0° 57′ 02″ est | « IA00039202 » | |                    | Église de la Nativité-de-Notre-Dame d'Asques |
| Église de l'Assomption de Doazac                                                               | Asques                     |                                                | 44° 01′ 38″ nord, 0° 56′ 25″ est | « IA00039203 » | |                    | Église de l'Assomption de Doazac |
| Église Saint-Martin d'Aucamville                                                               | Aucamville                 |                                                | 43° 48′ 10″ nord, 1° 12′ 54″ est | « PA00095677 » | Inscrit MH | 1926               | Église Saint-Martin d'Aucamville |
| Église Sainte-Croix d'Auterive                                                                 | Auterive                   |                                                | 43° 51′ 35″ nord, 0° 57′ 58″ est |                | |                    | Image manquante Téléverser |
| Église de la Nativité-de-Notre-Dame d'Auty                                                     | Auty                       |                                                | 44° 11′ 31″ nord, 1° 28′ 04″ est |                | |                    | Église de la Nativité-de-Notre-Dame d'Auty |
| Église Saint-Pierre d'Auvillar                                                                 | Auvillar                   |                                                | 44° 04′ 12″ nord, 0° 54′ 04″ est | « PA00095678 » | Classé MH | 1862               | Église Saint-Pierre d'Auvillar |
| Église Saint-Rémi de Balignac                                                                  | Balignac                   |                                                | 43° 57′ 27″ nord, 0° 52′ 23″ est |                | |                    | Église Saint-Rémi de Balignac |
| Église de l'Assomption de Bardigues                                                            | Bardigues                  |                                                | 44° 02′ 23″ nord, 0° 53′ 29″ est | « IA00039303 » | |                    | Église de l'Assomption de Bardigues |
| Église Sainte-Madeleine de Ventilhac                                                           | Barry-d'Islemade           |                                                | 44° 04′ 31″ nord, 1° 14′ 38″ est | « IA00039810 » | |                    | Église Sainte-Madeleine de Ventilhac |
| Église Notre-Dame de Beaumont-de-Lomagne                                                       | Beaumont-de-Lomagne        |                                                | 43° 53′ 02″ nord, 0° 59′ 18″ est | « PA00095705 » | Classé MH | 1843               | Église Notre-Dame de Beaumont-de-Lomagne |
| Église Saint-Jean de Saint-Jean-de-Cauquessac                                                  | Beaumont-de-Lomagne        |                                                | 43° 51′ 43″ nord, 1° 02′ 11″ est | « IA00039014 » | |                    | Église Saint-Jean de Saint-Jean-de-Cauquessac |
| Église Saint-Pierre-ès-Liens de Beaupuy                                                        | Beaupuy                    |                                                | 43° 49′ 17″ nord, 1° 07′ 04″ est |                | |                    | Église Saint-Pierre-ès-Liens de Beaupuy |
| Église Sainte-Quitterie de Belbèze-en-Lomagne                                                  | Belbèze-en-Lomagne         |                                                | 43° 54′ 06″ nord, 1° 04′ 15″ est | « IA00039019 » | |                    | Église Sainte-Quitterie de Belbèze-en-Lomagne |
| Église Saint-Hilaire de Belvèze                                                                | Belvèze                    |                                                | 44° 19′ 49″ nord, 1° 05′ 26″ est | « IA00040209 » | |                    | Image manquante Téléverser |
| Église Saint-Jean d'Olmières                                                                   | Belvèze                    |                                                | 44° 19′ 04″ nord, 1° 06′ 02″ est | « IA00040217 » | |                    | Image manquante Téléverser |
| Église détruite Saint-Martin de Sept-Albres                                                    | Belvèze                    |                                                | 44° 19′ 15″ nord, 1° 04′ 22″ est | « IA00040221 » | |                    | Image manquante Téléverser |
| Église Saint-Ferréol de Lapeyrière                                                             | Bessens                    |                                                | 43° 53′ 31″ nord, 1° 16′ 29″ est |                | |                    | Église Saint-Ferréol de Lapeyrière |
| Église de l'Assomption de Bessens                                                              | Bessens                    |                                                | 43° 52′ 44″ nord, 1° 15′ 09″ est |                | |                    | Église de l'Assomption de Bessens |
| Église Saint-Pierre et Saint-Roch de Bioule                                                    | Bioule                     |                                                | 44° 05′ 22″ nord, 1° 32′ 23″ est |                | |                    | Église Saint-Pierre et Saint-Roch de Bioule |
| Ancienne église Saint-Pierre-aux-Liens de Saint-Pierre d'Ax                                    | Boudou                     |                                                | 44° 06′ 55″ nord, 0° 59′ 50″ est | « PA00095709 » | Inscrit MH | 1978               | Image manquante Téléverser |
| Église Saint-Pierre de Boudou                                                                  | Boudou                     |                                                | 44° 05′ 47″ nord, 1° 00′ 47″ est | « IA00040021 » | |                    | Église Saint-Pierre de Boudou |
| Église Notre-Dame de Bouillac                                                                  | Bouillac                   |                                                | 43° 50′ 34″ nord, 1° 07′ 10″ est | « PA00095710 » | Inscrit MH Église, à l'exception des parties classées ; Classé MH Le clocher-mur                                                                                     | 1934 ; 1951        | Église Notre-Dame de Bouillac |
| Église Saint-Salvius du Château                                                                | Bouillac                   |                                                | 43° 50′ 48″ nord, 1° 05′ 08″ est |                | |                    | Image manquante Téléverser |
| Église Saint-Salvy de Saint-Salvy (Bouillac)                                                   | Bouillac                   |                                                | 43° 51′ 08″ nord, 1° 05′ 03″ est |                | |                    | Image manquante Téléverser |
| Église de la Transfiguration de Bouloc-en-Quercy                                               | Bouloc-en-Quercy           |                                                | 44° 17′ 58″ nord, 1° 07′ 34″ est |                | |                    | Image manquante Téléverser |
| Église Saint-Quirin de Bourg-de-Visa                                                           | Bourg-de-Visa              |                                                | 44° 15′ 48″ nord, 0° 57′ 29″ est | « IA00039905 » | |                    | Église Saint-Quirin de Bourg-de-Visa |
| Église Saint-Pierre-ès-Liens du Bugat                                                          | Bourg-de-Visa              |                                                | 44° 14′ 05″ nord, 0° 56′ 03″ est | « IA00039912 » | |                    | Église Saint-Pierre-ès-Liens du Bugat |
| Église Saint-Jean de Bourg-de-Visa détruite vers 1898 pour servir à l'empierrement d'une route | Bourg-de-Visa              |                                                | à géolocaliser                   | « IA00039920 » | |                    | Image manquante Téléverser |
| Église Saint-Aubin de Bourret ou Église de l'Exaltation-de-la-Sainte-Croix de Bourret          | Bourret                    |                                                | 43° 56′ 38″ nord, 1° 10′ 02″ est |                | |                    | Église Saint-Aubin de Bourret82023 - Bourret Église Saint-Aubin ou Église de l'Exaltation-de-la-Sainte-Croix de BourretEglise de l'Exaltation de la Sainte Croix Bourret ( Tarn-et-Garonne ) |
| Église Saint-Séverin de Brassac                                                                | Brassac                    |                                                | 44° 13′ 03″ nord, 0° 58′ 14″ est | « PA00095713 » | Inscrit MH | 1979               | Église Saint-Séverin de Brassac |
| Église Notre-Dame-de-la-Nativité de Bressols                                                   | Bressols                   |                                                | 43° 58′ 08″ nord, 1° 20′ 20″ est |                | |                    | Église Notre-Dame-de-la-Nativité de Bressols |
| Église Saint-Jean-Baptiste de Brial                                                            | Bressols                   |                                                | 43° 56′ 17″ nord, 1° 18′ 19″ est |                | |                    | Église Saint-Jean-Baptiste de Brial |
| Église Saint-Maffre de Bruniquel                                                               | Bruniquel                  |                                                | 44° 03′ 06″ nord, 1° 38′ 10″ est | « PA00095715 » | Inscrit MH Façades du chœur et du croisillon Sud du transept | 1947               | Église Saint-Maffre de Bruniquel |
| Église Notre-Dame-de-l'Assomption de Bruniquel                                                 | Bruniquel                  |                                                | 44° 03′ 19″ nord, 1° 39′ 54″ est | « IA82116012 » | |                    | Église Notre-Dame-de-l'Assomption de Bruniquel |
| Église Saint-Blaise de Campsas                                                                 | Campsas                    |                                                | 43° 53′ 50″ nord, 1° 19′ 35″ est |                | |                    | Église Saint-Blaise de Campsas |
| Église Saint-Laurent de Canals                                                                 | Canals                     |                                                | 43° 51′ 04″ nord, 1° 17′ 31″ est |                | |                    | Église Saint-Laurent de Canals |
| Église Saint-Martin de Castanet                                                                | Castanet                   |                                                | 44° 16′ 00″ nord, 1° 57′ 00″ est | « IA00065428 » | |                    | Image manquante Téléverser |
| Église Saint-Pierre-ès-Liens du Cuzoul                                                         | Castanet                   |                                                | 44° 14′ 50″ nord, 1° 54′ 13″ est | « IA00065431 » | |                    | Église Saint-Pierre-ès-Liens du Cuzoul |
| Église Saint-Pierre de Castanet                                                                | Castanet                   |                                                | 44° 15′ 53″ nord, 1° 57′ 04″ est |                | |                    | Image manquante Téléverser |
| Église Notre-Dame-des-Sept-Douleurs de Castelferrus                                            | Castelferrus               |                                                | 44° 00′ 38″ nord, 1° 05′ 14″ est | « IA00039140 » | |                    | Église Notre-Dame-des-Sept-Douleurs de Castelferrus |
| Église Saint-Maffre de Castelmayran                                                            | Castelmayran               |                                                | 44° 01′ 45″ nord, 1° 02′ 23″ est | « PA00095720 » | Inscrit MH | 1933               | Église Saint-Maffre de Castelmayran |
| Église de l'Assomption de Castelsagrat                                                         | Castelsagrat               |                                                | 44° 11′ 01″ nord, 0° 56′ 50″ est | « PA00095721 » | Classé MH | 1972               | Église de l'Assomption de Castelsagrat |
| Église Saint-Jean-Baptiste de Buzenou                                                          | Castelsagrat               |                                                | 44° 10′ 55″ nord, 0° 58′ 29″ est |                | |                    | Image manquante Téléverser |
| Église Saint-Michel de Castelsagrat                                                            | Castelsagrat               |                                                | 44° 09′ 29″ nord, 0° 58′ 08″ est | « IA00039642 » | |                    | Image manquante Téléverser |
| Église Saint-Sauveur de Castelsarrasin                                                         | Castelsarrasin             | place de la Raison                             | 44° 02′ 15″ nord, 1° 06′ 26″ est | « PA82000006 » | Inscrit MH | 2002               | Église Saint-Sauveur de Castelsarrasin |
| Église Saint-Jean de Castelsarrasin                                                            | Castelsarrasin             | rue Paul-Descazeaux                            | 44° 02′ 31″ nord, 1° 06′ 19″ est |                | |                    | Église Saint-Jean de Castelsarrasin |
| Église de la Visitation de Gandalou                                                            | Castelsarrasin             |                                                | 44° 04′ 23″ nord, 1° 07′ 46″ est | « IA00039883 » | |                    | Église de la Visitation de Gandalou |
| Église du couvent des Carmes de Castelsarrasin                                                 | Castelsarrasin             |                                                | 44° 02′ 28″ nord, 1° 06′ 17″ est |                | |                    | Église du couvent des Carmes de Castelsarrasin |
| Église Saint-Martin de Saint-Martin-Belcassé                                                   | Castelsarrasin             |                                                | 44° 01′ 14″ nord, 1° 09′ 29″ est | « IA00039896 » | |                    | Église Saint-Martin de Saint-Martin-Belcassé |
| Église Notre-Dame d'Alem                                                                       | Castelsarrasin             |                                                | 44° 03′ 10″ nord, 1° 05′ 29″ est |                | |                    | Église Notre-Dame d'Alem |
| Église Saint-Barthélemy de Castéra-Bouzet                                                      | Castéra-Bouzet             |                                                | 43° 59′ 59″ nord, 0° 55′ 10″ est | « PA00095727 » | Inscrit MH | 1979               | Église Saint-Barthélemy de Castéra-Bouzet |
| Église Saint-Laurent de Caumont                                                                | Caumont                    |                                                | 44° 01′ 09″ nord, 0° 59′ 59″ est | « IA00039147 » | |                    | Église Saint-Laurent de Caumont |
| Église Notre-Dame-de-l'Assomption de Caussade                                                  | Caussade                   |                                                | 44° 09′ 39″ nord, 1° 32′ 13″ est | « PA00095728 » | Classé MH Le clocher | 1840               | Église Notre-Dame-de-l'Assomption de Caussade |
| Église Saint-Cyr-et-Sainte-Julitte du Colombier                                                | Caussade                   |                                                | 44° 11′ 40″ nord, 1° 34′ 13″ est |                | |                    | Église Saint-Cyr-et-Sainte-Julitte du Colombier |
| Église Saint-Martin de Saint-Martin-de-Sesquières                                              | Caussade                   |                                                | 44° 09′ 01″ nord, 1° 34′ 45″ est |                | |                    | Image manquante Téléverser |
| Église Saint-Pierre de La Bénèche                                                              | Caussade                   |                                                | 44° 07′ 31″ nord, 1° 33′ 10″ est |                | |                    | Image manquante Téléverser |
| Église Saint-Pierre de Saint-Pierre (Caussade)                                                 | Caussade                   |                                                | 44° 11′ 06″ nord, 1° 32′ 45″ est |                | |                    | Église Saint-Pierre de Saint-Pierre (Caussade) |
| Église Saint-Amans-le-Vieux de Caylus                                                          | Caylus                     |                                                | 44° 13′ 16″ nord, 1° 46′ 22″ est | « PA00095733 » | Classé MH | 1984               | Image manquante Téléverser |
| Église Saint-Jean-Baptiste de Caylus                                                           | Caylus                     |                                                | 44° 14′ 09″ nord, 1° 46′ 18″ est | « PA00095734 » | Classé MH | 1910               | Église Saint-Jean-Baptiste de Caylus |
| Église Saint-Barthélemy de Caudesaygues                                                        | Caylus                     |                                                | 44° 12′ 30″ nord, 1° 48′ 15″ est |                | |                    | Image manquante Téléverser |
| Église Sainte-Madeleine de Félines                                                             | Caylus                     |                                                | 44° 15′ 12″ nord, 1° 48′ 40″ est |                | |                    | Image manquante Téléverser |
| Église Saint-Martin de Caylus                                                                  | Caylus                     |                                                | 44° 13′ 33″ nord, 1° 47′ 40″ est |                | |                    | Image manquante Téléverser |
| Église Saint-Pierre de Saint-Pierre-Livron                                                     | Caylus                     |                                                | 44° 14′ 57″ nord, 1° 46′ 31″ est |                | |                    | Église Saint-Pierre de Saint-Pierre-Livron |
| Église Saint-Pierre des Espiémonts                                                             | Caylus                     |                                                | 44° 15′ 48″ nord, 1° 44′ 40″ est |                | |                    | Église Saint-Pierre des Espiémonts |
| Église Saint-Pierre-ès-Liens de La Salle                                                       | Caylus                     |                                                | 44° 14′ 38″ nord, 1° 43′ 12″ est | « IA00065701 » | |                    | Église Saint-Pierre-ès-Liens de La Salle |
| Église Saint-Pierre-et-Saint-Paul de Cornusson                                                 | Caylus                     |                                                | 44° 13′ 48″ nord, 1° 50′ 37″ est |                | |                    | Église Saint-Pierre-et-Saint-Paul de Cornusson |
| Église Saint-Roch de Lamandine                                                                 | Caylus                     |                                                | 44° 12′ 35″ nord, 1° 42′ 28″ est | « IA00065558 » | |                    | Image manquante Téléverser |
| Église Notre-Dame de Livron                                                                    | Caylus                     |                                                | 44° 15′ 04″ nord, 1° 45′ 56″ est |                | |                    | Église Notre-Dame de Livron |
| Église Saint-Pierre de Cayrac                                                                  | Cayrac                     |                                                | 44° 05′ 55″ nord, 1° 27′ 58″ est |                | |                    | Église Saint-Pierre de Cayrac |
| Église Saint-Barthélemy de Cayriech                                                            | Cayriech                   |                                                | 44° 13′ 07″ nord, 1° 36′ 39″ est |                | |                    | Église Saint-Barthélemy de Cayriech |
| Église Saint-Jean-Baptiste de Cazals                                                           | Cazals                     |                                                | 44° 07′ 20″ nord, 1° 43′ 00″ est | « IA00065438 » | |                    | Image manquante Téléverser |
| Église Saint-Pierre de Bruyères                                                                | Cazes-Mondenard            |                                                | 44° 12′ 11″ nord, 1° 11′ 43″ est | « PA00095738 » | Inscrit MH | 1979               | Église Saint-Pierre de Bruyères |
| Église de la Nativité-de-Notre-Dame de Cazes-Mondenard                                         | Cazes-Mondenard            |                                                | 44° 13′ 39″ nord, 1° 12′ 11″ est | « IA00039403 » | |                    | Église de la Nativité-de-Notre-Dame de Cazes-Mondenard |
| Église Sainte-Germaine de Mazères                                                              | Cazes-Mondenard            |                                                | 44° 10′ 41″ nord, 1° 11′ 32″ est | « IA00039429 » | |                    | Image manquante Téléverser |
| Église Saint-Martin de Martissan                                                               | Cazes-Mondenard            |                                                | 44° 11′ 08″ nord, 1° 13′ 51″ est | « IA00039427 » | |                    | Église Saint-Martin de Martissan |
| Église Saint-Pierre de Canhac                                                                  | Cazes-Mondenard            |                                                | 44° 14′ 27″ nord, 1° 16′ 19″ est | « IA00039415 » | |                    | Image manquante Téléverser |
| Église Saint-Pierre-ès-Liens de Cazillac                                                       | Cazes-Mondenard            |                                                | 44° 15′ 17″ nord, 1° 13′ 06″ est | « IA00039416 » | |                    | Église Saint-Pierre-ès-Liens de Cazillac |
| Église Saint-Quentin de Saint-Quintin                                                          | Cazes-Mondenard            |                                                | 44° 12′ 36″ nord, 1° 10′ 50″ est | « IA00039436 » | |                    | Image manquante Téléverser |
| Église Saint-Vincent de Tissac                                                                 | Cazes-Mondenard            |                                                | 44° 13′ 45″ nord, 1° 15′ 09″ est | « IA00039441 » | |                    | Église Saint-Vincent de Tissac |
| Église Saint-Barthélemy de Comberouger                                                         | Comberouger                |                                                | 43° 51′ 43″ nord, 1° 06′ 12″ est |                | |                    | Église Saint-Barthélemy de Comberouger |
| Église Saints-Abdon-et-Sennen de Corbarieu                                                     | Corbarieu                  |                                                | 43° 56′ 40″ nord, 1° 22′ 08″ est |                | |                    | Église Saints-Abdon-et-Sennen de Corbarieu |
| Église Saint-Pierre-et-Saint-Paul de Cordes-Tolosannes                                         | Cordes-Tolosannes          |                                                | 43° 59′ 09″ nord, 1° 08′ 56″ est |                | |                    | Église Saint-Pierre-et-Saint-Paul de Cordes-Tolosannes |
| Église Saint-Martin de Coutures                                                                | Coutures                   |                                                | 43° 57′ 07″ nord, 0° 59′ 11″ est | « IA00039160 » | |                    | Église Saint-Martin de Coutures |
| Église Saint-Cyr-et-Sainte-Julitte de Cumont                                                   | Cumont                     |                                                | 43° 52′ 24″ nord, 0° 54′ 09″ est |                | |                    | Église Saint-Cyr-et-Sainte-Julitte de Cumont |
| Église Saint-Pierre de Dieupentale                                                             | Dieupentale                |                                                | 43° 51′ 42″ nord, 1° 16′ 06″ est |                | |                    | Église Saint-Pierre de Dieupentale |
| Église Saint-Michel, Saint-Barthélémy et de l'Assomption de Donzac (IA00039309)                | Donzac                     |                                                | 44° 06′ 36″ nord, 0° 49′ 11″ est | « PA00095742 » | Inscrit MH Clocher | 1925               | Église Saint-Michel, Saint-Barthélémy et de l'Assomption de Donzac (IA00039309) |
| Église Saint-Martial-en-Condomois de Donzac                                                    | Donzac                     |                                                | 44° 05′ 12″ nord, 0° 49′ 22″ est |                | |                    | Image manquante Téléverser |
| Église Sainte-Madeleine de Dunes                                                               | Dunes                      |                                                | 44° 05′ 10″ nord, 0° 46′ 18″ est | « PA00095743 » | Inscrit MH | 1926               | Église Sainte-Madeleine de Dunes |
| Église Saint-Hilaire de Durfort-Lacapelette                                                    | Durfort-Lacapelette        |                                                | 44° 10′ 53″ nord, 1° 09′ 52″ est | « IA00039452 » | |                    | Image manquante Téléverser |
| Église Saint-Hubert de Saint-Hubert (Durfort-Lacapelette)                                      | Durfort-Lacapelette        |                                                | 44° 09′ 56″ nord, 1° 08′ 52″ est |                | |                    | Image manquante Téléverser |
| Église Saint-Martin de Montmaure                                                               | Durfort-Lacapelette        |                                                | 44° 10′ 47″ nord, 1° 07′ 34″ est | « IA00039454 » | |                    | Église Saint-Martin de Montmaure |
| Église Saint-Paul de Burgues                                                                   | Durfort-Lacapelette        |                                                | 44° 10′ 54″ nord, 1° 09′ 51″ est | « IA00039455 » | |                    | Église Saint-Paul de Burgues |
| Église Saint-Sulpice de Saint-Simplice                                                         | Durfort-Lacapelette        |                                                | 44° 12′ 45″ nord, 1° 08′ 45″ est | « IA00039456 » | |                    | Église Saint-Sulpice de Saint-Simplice |
| Église Sainte-Madeleine d'Escatalens                                                           | Escatalens                 |                                                | 43° 59′ 04″ nord, 1° 11′ 22″ est |                | |                    | Église Sainte-Madeleine d'Escatalens |
| Église Saint-Séverin d'Escazeaux                                                               | Escazeaux                  |                                                | 43° 50′ 05″ nord, 1° 01′ 20″ est | « IA00039038 » | |                    | Église Saint-Séverin d'Escazeaux |
| Église Saint-Orens d'Espalais                                                                  | Espalais                   |                                                | 44° 04′ 37″ nord, 0° 54′ 07″ est | « IA00039645 » | |                    | Église Saint-Orens d'Espalais |
| Église Saint-Laurent d'Haumont                                                                 | Esparsac                   |                                                | 43° 55′ 29″ nord, 0° 58′ 08″ est |                | |                    | Église Saint-Laurent d'Haumont |
| Église Saint-Pierre d'Esparsac                                                                 | Esparsac                   |                                                | 43° 54′ 10″ nord, 0° 56′ 31″ est | « IA00039042 » | |                    | Église Saint-Pierre d'Esparsac |
| Église Saint-Martin de Cas                                                                     | Espinas                    |                                                | 44° 12′ 01″ nord, 1° 46′ 18″ est | « PA82000026 » | Inscrit MH | 2009               | Église Saint-Martin de Cas |
| Église de la Nativité-de-Notre-Dame de Mordagne                                                | Espinas                    |                                                | 44° 11′ 35″ nord, 1° 47′ 19″ est |                | |                    | Église de la Nativité-de-Notre-Dame de Mordagne |
| Église Saint-Amans de Saint-Amans (Espinas)                                                    | Espinas                    |                                                | 44° 12′ 27″ nord, 1° 45′ 44″ est |                | |                    | Image manquante Téléverser |
| Église Saint-Cyr-et-Sainte-Julitte d'Espinas                                                   | Espinas                    |                                                | 44° 11′ 46″ nord, 1° 49′ 47″ est |                | |                    | Image manquante Téléverser |
| Église Saint-Barthélemy de Fabas                                                               | Fabas                      |                                                | 43° 51′ 39″ nord, 1° 21′ 02″ est |                | |                    | Église Saint-Barthélemy de Fabas |
| Église Saint-Barthélemy de Fajolles                                                            | Fajolles                   |                                                | 43° 58′ 01″ nord, 1° 00′ 53″ est |                | |                    | Église Saint-Barthélemy de Fajolles |
| Église Saint-Laurent de Faudoas                                                                | Faudoas                    |                                                | 43° 49′ 27″ nord, 0° 57′ 26″ est | « IA00039047 » | |                    | Image manquante Téléverser |
| Église Saint-Cyprien de Fauroux                                                                | Fauroux                    |                                                | 44° 14′ 40″ nord, 1° 00′ 15″ est | « IA00039937 » | |                    | Église Saint-Cyprien de Fauroux |
| Église Saint-Romain de Fauroux                                                                 | Fauroux                    |                                                | 44° 15′ 00″ nord, 1° 01′ 29″ est | « IA00039944 » | |                    | Image manquante Téléverser |
| Église Saint-Clair de Quergoalle                                                               | Féneyrols                  |                                                | 44° 09′ 21″ nord, 1° 49′ 15″ est |                | |                    | Église Saint-Clair de Quergoalle |
| Église Saint-Jean-Baptiste de Féneyrols                                                        | Féneyrols                  |                                                | 44° 08′ 04″ nord, 1° 48′ 46″ est |                | |                    | Église Saint-Jean-Baptiste de Féneyrols |
| Église Saint-Julien de Carrendier                                                              | Féneyrols                  |                                                | 44° 10′ 05″ nord, 1° 50′ 04″ est | « IA00065446 » | |                    | Église Saint-Julien de Carrendier |
| Église Saint-Martin de Finhan                                                                  | Finhan                     |                                                | 43° 54′ 45″ nord, 1° 13′ 12″ est | « PA00095749 » | Classé MH Clocher | 1947               | Église Saint-Martin de Finhan |
| Église Saint-Jacques de Garganvillar                                                           | Garganvillar               |                                                | 43° 58′ 50″ nord, 1° 04′ 02″ est |                | |                    | Église Saint-Jacques de Garganvillar |
| Ancienne Église de Garganvillar (portail)                                                      | Garganvillar               |                                                | 43° 58′ 50″ nord, 1° 03′ 59″ est | « IA00039166 » | |                    | Ancienne Église de Garganvillar (portail) |
| Église Saint-Jacques de Gariès                                                                 | Gariès                     |                                                | 43° 48′ 23″ nord, 1° 01′ 49″ est | « IA00039058 » | |                    | Image manquante Téléverser |
| Église de la Nativité de Salles                                                                | Gasques                    |                                                | 44° 09′ 22″ nord, 0° 54′ 44″ est |                | |                    | Image manquante Téléverser |
| Église Saint-Pierre de Gasques                                                                 | Gasques                    |                                                | 44° 09′ 14″ nord, 0° 55′ 09″ est |                | |                    | Église Saint-Pierre de Gasques |
| Église Saint-Barthélemy de Courondes                                                           | Génébrières                |                                                | 44° 00′ 26″ nord, 1° 28′ 22″ est |                | |                    | Image manquante Téléverser |
| Église Sainte-Quitterie de Génébrières                                                         | Génébrières                |                                                | 43° 59′ 53″ nord, 1° 30′ 09″ est | « IA82111922 » | |                    | Église Sainte-Quitterie de Génébrières |
| Église de l'Assomption de Gensac                                                               | Gensac                     |                                                | 43° 57′ 11″ nord, 0° 57′ 17″ est |                | |                    | Église de l'Assomption de Gensac |
| Église Saint-Éparque de Gimat                                                                  | Gimat                      |                                                | 43° 51′ 07″ nord, 0° 56′ 35″ est | « IA00039066 » | |                    | Image manquante Téléverser |
| Église Saint-Aignan de Saint-Igne                                                              | Ginals                     |                                                | 44° 14′ 09″ nord, 1° 54′ 03″ est | « IA00065464 » | |                    | Église Saint-Aignan de Saint-Igne |
| Église Saint-Jean-Baptiste de Ginals                                                           | Ginals                     |                                                | 44° 11′ 40″ nord, 1° 51′ 53″ est | « IA00065454 » | |                    | Image manquante Téléverser |
| Abbatiale de l'abbaye Notre-Dame de Beaulieu-en-Rouergue                                       | Ginals                     |                                                | 44° 12′ 37″ nord, 1° 51′ 15″ est |                | |                    | Abbatiale de l'abbaye Notre-Dame de Beaulieu-en-Rouergue |
| Église Saint-Martin de Glatens                                                                 | Glatens                    |                                                | 43° 53′ 36″ nord, 0° 55′ 00″ est | « IA00039069 » | |                    | Église Saint-Martin de Glatens |
| Ancienne Église Saint-Martin de Glatens                                                        | Glatens                    |                                                | 43° 53′ 27″ nord, 0° 55′ 22″ est | « IA00039071 » | |                    | Image manquante Téléverser |
| Église Saint-Sixte de Goas                                                                     | Goas                       |                                                | 43° 48′ 57″ nord, 0° 57′ 36″ est |                | |                    | Image manquante Téléverser |
| Église Saint-Louis de Golfech                                                                  | Golfech                    |                                                | 44° 06′ 47″ nord, 0° 51′ 05″ est | « IA00039665 » | |                    | Église Saint-Louis de Golfech |
| Église Saint-Julien-de-Brioude de Goudourville                                                 | Goudourville               |                                                | 44° 06′ 51″ nord, 0° 55′ 42″ est | « PA00095753 » | Inscrit MH | 1927               | Église Saint-Julien-de-Brioude de Goudourville |
| Église Saint-Pierre-aux-Liens de Lalande                                                       | Goudourville               |                                                | 44° 07′ 36″ nord, 0° 55′ 27″ est |                | |                    | Image manquante Téléverser |
| Église Saint-Hilaire de Gramont                                                                | Gramont                    |                                                | 43° 56′ 13″ nord, 0° 46′ 01″ est | « IA00039221 » | |                    | Église Saint-Hilaire de Gramont |
| Église Saint-Martin de Grisolles                                                               | Grisolles                  |                                                | 43° 49′ 41″ nord, 1° 17′ 42″ est | « PA00095755 » | Inscrit MH Le portail | 1950               | Église Saint-Martin de Grisolles |
| Église Notre-Dame-de-la-Nativité de Loubéjac                                                   | L'Honor-de-Cos             |                                                | 44° 05′ 24″ nord, 1° 20′ 51″ est |                | |                    | Église Notre-Dame-de-la-Nativité de Loubéjac |
| Église Saint-Étienne de Léribosc                                                               | L'Honor-de-Cos             |                                                | 44° 07′ 15″ nord, 1° 20′ 57″ est | « IA00048428 » | |                    | Église Saint-Étienne de Léribosc |
| Église de l'Assomption de Belpech                                                              | L'Honor-de-Cos             |                                                | 44° 06′ 17″ nord, 1° 20′ 02″ est | « IA00048422 » | |                    | Image manquante Téléverser |
| Église Saint-Pierre-ès-Liens de Saint-Pierre d'Angayrac                                        | L'Honor-de-Cos             |                                                | 44° 08′ 02″ nord, 1° 22′ 00″ est | « IA00048431 » | |                    | Image manquante Téléverser |
| Église Saint-Saturnin d'Aussac                                                                 | L'Honor-de-Cos             |                                                | 44° 07′ 05″ nord, 1° 24′ 07″ est | « IA00048421 » | |                    | Église Saint-Saturnin d'Aussac |
| Église Saint-Caprais de Saint-Caprais (La Salvetat-Belmontet)                                  | La Salvetat-Belmontet      |                                                | 43° 56′ 59″ nord, 1° 29′ 34″ est | « IA82115439 » | |                    | Image manquante Téléverser |
| Église Sainte-Fauste de Belmontet                                                              | La Salvetat-Belmontet      |                                                | 43° 57′ 27″ nord, 1° 30′ 10″ est |                | |                    | Image manquante Téléverser |
| Église Saint-Pierre de La Salvetat-Belmontet                                                   | La Salvetat-Belmontet      |                                                | 43° 57′ 53″ nord, 1° 32′ 01″ est | « IA82115392 » | |                    | Image manquante Téléverser |
| Église Notre-Dame-de-l'Assomption de La Ville-Dieu-du-Temple                                   | La Ville-Dieu-du-Temple    |                                                | 44° 02′ 01″ nord, 1° 13′ 02″ est |                | |                    | Église Notre-Dame-de-l'Assomption de La Ville-Dieu-du-Temple |
| Église Saint-Jean de Saint-Jean de Perges                                                      | Labarthe                   |                                                | 44° 13′ 25″ nord, 1° 18′ 00″ est |                | |                    | Image manquante Téléverser |
| Église de l'Assomption de Nevèges                                                              | Labarthe                   |                                                | 44° 13′ 21″ nord, 1° 20′ 19″ est |                | |                    | Image manquante Téléverser |
| Église Saint-Martin de Labarthe (Labarthe)                                                     | Labarthe                   |                                                | 44° 11′ 42″ nord, 1° 18′ 45″ est |                | |                    | Image manquante Téléverser |
| Église Saint-Pierre-ès-Liens de Labastide-Saint-Pierre                                         | Labastide-Saint-Pierre     |                                                | 43° 55′ 08″ nord, 1° 22′ 04″ est |                | |                    | Église Saint-Pierre-ès-Liens de Labastide-Saint-Pierre |
| Église Sainte-Anne de la Boulbène                                                              | Labastide-de-Penne         |                                                | 44° 15′ 58″ nord, 1° 36′ 03″ est | « IA82119987 » | |                    | Image manquante Téléverser |
| Église Saint-Martin de Caïssac                                                                 | Labastide-de-Penne         |                                                | 44° 16′ 48″ nord, 1° 36′ 13″ est | « IA82119986 » | |                    | Image manquante Téléverser |
| Église Saint-Christophe de Labastide-du-Temple                                                 | Labastide-du-Temple        |                                                | 44° 05′ 05″ nord, 1° 11′ 40″ est | « IA00039829 » | |                    | Église Saint-Christophe de Labastide-du-Temple |
| Église Notre-Dame-de-l'Assomption de Laborgade                                                 | Labourgade                 |                                                | 43° 56′ 55″ nord, 1° 06′ 04″ est |                | |                    | Église Notre-Dame-de-l'Assomption de Laborgade |
| église Saint-Pétrone de Saint-Peyronis                                                         | Lacapelle-Livron           |                                                | 44° 16′ 04″ nord, 1° 49′ 23″ est | « IA00065755 » | |                    | Image manquante Téléverser |
| Église Saint-Pierre de Lachapelle                                                              | Lachapelle                 |                                                | 43° 59′ 09″ nord, 0° 50′ 34″ est | « PA00095762 » | Classé MH | 1975               | Église Saint-Pierre de Lachapelle |
| Église Notre-Dame de Lacour                                                                    | Lacour                     |                                                | 44° 17′ 28″ nord, 0° 56′ 44″ est | « PA00095764 » | Classé MH Église ; Classé MH Le cimetière et sa clôture | 1932 ; 1941        | Église Notre-Dame de Lacour |
| Église Saint-Étienne de Castanède                                                              | Lacour                     |                                                | 44° 17′ 02″ nord, 0° 59′ 29″ est | « PA00095764 » | Inscrit MH | 1971               | Église Saint-Étienne de Castanède |
| Église Saint-Cyrice de Lacour                                                                  | Lacour                     |                                                | 44° 17′ 56″ nord, 0° 57′ 45″ est | « IA00039963 » | |                    | Image manquante Téléverser |
| Église Saint-Pierre de Lacourt-Saint-Pierre                                                    | Lacourt-Saint-Pierre       |                                                | 43° 59′ 07″ nord, 1° 15′ 52″ est |                | |                    | Église Saint-Pierre de Lacourt-Saint-Pierre |
| Église Saint-Jean-Baptiste de Lafitte                                                          | Lafitte                    |                                                | 43° 58′ 16″ nord, 1° 07′ 12″ est |                | |                    | Église Saint-Jean-Baptiste de Lafitte |
| Église Saint-Georges de Lafrançaise                                                            | Lafrançaise                |                                                | 44° 07′ 32″ nord, 1° 14′ 26″ est | « IA00048436 » | |                    | Église Saint-Georges de Lafrançaise |
| Église Saint-Saturnin du Rouzet                                                                | Lafrançaise                |                                                | 44° 09′ 28″ nord, 1° 16′ 06″ est | « PA00095767 » | Inscrit MH Clocher | 1958               | Église Saint-Saturnin du Rouzet |
| Église Notre-Dame de Lapeyrouse                                                                | Lafrançaise                |                                                | 44° 08′ 14″ nord, 1° 13′ 33″ est | « PA00095921 » | Inscrit MH | 1992               | Église Notre-Dame de Lapeyrouse |
| Église Saint-Simon de Saint-Simon (Lafrançaise)                                                | Lafrançaise                |                                                | 44° 08′ 09″ nord, 1° 15′ 50″ est | « IA00048467 » | |                    | Image manquante Téléverser |
| Église Saint-Maurice de Saint-Maurice (Lafrançaise)                                            | Lafrançaise                |                                                | 44° 06′ 36″ nord, 1° 16′ 17″ est | « IA00048465 » | |                    | Église Saint-Maurice de Saint-Maurice (Lafrançaise) |
| Église Saint-Nazaire de Lunel                                                                  | Lafrançaise                |                                                | 44° 08′ 40″ nord, 1° 12′ 39″ est | « IA00048460 » | |                    | Église Saint-Nazaire de Lunel |
| Église de la Nativité-de-Notre-Dame de Puech-Mignon                                            | Laguépie                   |                                                | 44° 09′ 37″ nord, 1° 55′ 42″ est | « PA82000002 » | Inscrit MH | 1997               | Église de la Nativité-de-Notre-Dame de Puech-Mignon |
| Église de la Nativité-de-Notre-Dame de Lez                                                     | Laguépie                   |                                                | 44° 09′ 56″ nord, 1° 56′ 42″ est | « IA00065476 » | |                    | Image manquante Téléverser |
| Église Saint-Amans de Laguépie                                                                 | Laguépie                   |                                                | 44° 08′ 39″ nord, 1° 58′ 15″ est | « IA00065472 » | |                    | Église Saint-Amans de Laguépie |
| Église de l'Immaculée-Conception de Lamagistère                                                | Lamagistère                |                                                | 44° 07′ 29″ nord, 0° 49′ 33″ est | « IA00039690 » | |                    | Image manquante Téléverser |
| Église de l'Assomption de Lamothe-Capdeville                                                   | Lamothe-Capdeville         |                                                | 44° 04′ 43″ nord, 1° 22′ 20″ est |                | |                    | Image manquante Téléverser |
| Église Saint-Saturnin de Cos                                                                   | Lamothe-Capdeville         |                                                | 44° 05′ 38″ nord, 1° 24′ 12″ est |                | |                    | Image manquante Téléverser |
| Église Saint-Orens de Lamothe-Cumont                                                           | Lamothe-Cumont             |                                                | 43° 52′ 37″ nord, 0° 54′ 55″ est | « IA00039076 » | |                    | Église Saint-Orens de Lamothe-Cumont |
| Église Sainte-Eulalie de Sainte-Eulalie (Lapenche)                                             | Lapenche                   |                                                | 44° 14′ 03″ nord, 1° 34′ 56″ est |                | |                    | Image manquante Téléverser |
| Église Saint-Robert de Lapenche                                                                | Lapenche                   |                                                | 44° 13′ 25″ nord, 1° 34′ 32″ est | « IA82118809 » | |                    | Église Saint-Robert de Lapenche |
| Église Sainte-Marie-Madeleine de Larrazet                                                      | Larrazet                   |                                                | 43° 55′ 52″ nord, 1° 04′ 55″ est | « PA00095771 » | Classé MH | 1912               | Église Sainte-Marie-Madeleine de Larrazet |
| Église des Carmes de Lauzerte                                                                  | Lauzerte                   |                                                | 44° 15′ 19″ nord, 1° 08′ 22″ est | « PA00095774 » | Inscrit MH Façades et toitures | 1974               | Église des Carmes de Lauzerte |
| Église Saint-Barthélemy de Lauzerte                                                            | Lauzerte                   |                                                | 44° 15′ 26″ nord, 1° 08′ 17″ est | « PA00095775 » | Inscrit MH | 1976               | Église Saint-Barthélemy de Lauzerte |
| Église Saint-Sernin-du-Bosc de Lauzerte                                                        | Lauzerte                   |                                                | 44° 14′ 20″ nord, 1° 09′ 53″ est | « PA00095776 » | Classé MH | 1995               | Église Saint-Sernin-du-Bosc de Lauzerte |
| Église Saint-Amans de Lespinasse                                                               | Lauzerte                   |                                                | 44° 16′ 19″ nord, 1° 05′ 22″ est |                | |                    | Image manquante Téléverser |
| Église Saint-Didier de Cadamas                                                                 | Lauzerte                   |                                                | 44° 17′ 48″ nord, 1° 05′ 18″ est |                | |                    | Image manquante Téléverser |
| Église Saint-Fort de Saint-Fort                                                                | Lauzerte                   |                                                | 44° 16′ 27″ nord, 1° 10′ 14″ est |                | |                    | Image manquante Téléverser |
| Église Saint-Jean de Salles                                                                    | Lauzerte                   |                                                | 44° 13′ 56″ nord, 1° 10′ 53″ est | « IA00039542 » | |                    | Image manquante Téléverser |
| Église du couvent des Clarisses de Lauzerte                                                    | Lauzerte                   |                                                | 44° 15′ 22″ nord, 1° 08′ 14″ est |                | |                    | Église du couvent des Clarisses de Lauzerte |
| Église Saint-Martin de Carcès                                                                  | Lauzerte                   |                                                | 44° 17′ 51″ nord, 1° 05′ 58″ est | « IA00039517 » | |                    | Image manquante Téléverser |
| Église Saint-Pierre-ès-Liens de Moncessou                                                      | Lauzerte                   |                                                | 44° 16′ 50″ nord, 1° 04′ 58″ est |                | |                    | Image manquante Téléverser |
| Église Saint-Symphorien de Lauzerte détruite en 1898                                           | Lauzerte                   |                                                | à géolocaliser                   | « IA00039546 » | |                    | Image manquante Téléverser |
| Église Saint-Ferréol de Lavaurette                                                             | Lavaurette                 |                                                | 44° 12′ 19″ nord, 1° 40′ 10″ est |                | |                    | Église Saint-Ferréol de Lavaurette |
| Église Saint-Jacques de Lavit                                                                  | Lavit                      |                                                | 43° 57′ 30″ nord, 0° 55′ 17″ est | « IA00039239 » | |                    | Image manquante Téléverser |
| Église Saint-Symphorien du Causé                                                               | Le Causé                   |                                                | 43° 48′ 06″ nord, 0° 58′ 11″ est | « IA00039025 » | |                    | Image manquante Téléverser |
| Église Saint-Julien du Pin                                                                     | Le Pin                     |                                                | 44° 02′ 07″ nord, 0° 58′ 04″ est |                | |                    | Église Saint-Julien du Pin |
| Église Sainte-Thérèse-de-l'Enfant-Jésus de Léojac                                              | Léojac                     |                                                | 44° 00′ 52″ nord, 1° 25′ 43″ est |                | |                    | Image manquante Téléverser |
| Église Saint-Symphorien de Léojac                                                              | Léojac                     |                                                | 44° 00′ 49″ nord, 1° 25′ 57″ est | « IA82100074 » | |                    | Image manquante Téléverser |
| Église Saint-Sulpice des Barthes                                                               | Les Barthes                |                                                | 44° 06′ 12″ nord, 1° 10′ 06″ est |                | |                    | Église Saint-Sulpice des Barthes |
| Église Saint-Martial de Lizac                                                                  | Lizac                      |                                                | 44° 06′ 19″ nord, 1° 11′ 10″ est | « IA00040027 » | |                    | Église Saint-Martial de Lizac |
| Église Saint-Martin de Loze                                                                    | Loze                       |                                                | 44° 17′ 11″ nord, 1° 47′ 37″ est | « IA00065758 » | |                    | Église Saint-Martin de Loze |
| Église Sainte-Rose de Viterbe                                                                  | Malause                    |                                                | 44° 05′ 31″ nord, 0° 59′ 13″ est |                | |                    | Église Sainte-Rose de Viterbe |
| Église Saint-Jean-Baptiste de Malause                                                          | Malause                    |                                                | 44° 05′ 30″ nord, 0° 58′ 23″ est | « IA00040033 » | |                    | Église Saint-Jean-Baptiste de Malause |
| Église Saint-Saturnin de Mansonville                                                           | Mansonville                |                                                | 44° 01′ 02″ nord, 0° 50′ 26″ est | « PA00095779 » | Inscrit MH | 1979               | Église Saint-Saturnin de Mansonville |
| Église Saint-Orens de Grésas                                                                   | Mansonville                |                                                | 44° 01′ 46″ nord, 0° 51′ 35″ est |                | |                    | Image manquante Téléverser |
| Église Saints-Pierre-et-Paul de Marignac                                                       | Marignac                   |                                                | 43° 50′ 24″ nord, 0° 54′ 42″ est | « IA00039097 » | |                    | Image manquante Téléverser |
| Église Saint-Barthélemy de Marsac                                                              | Marsac                     |                                                | 43° 56′ 34″ nord, 0° 49′ 21″ est | « IA00039256 » | |                    | Image manquante Téléverser |
| Église Saint-Jacques-le-Majeur de Mas-Grenier                                                  | Mas-Grenier                |                                                | 43° 53′ 25″ nord, 1° 11′ 50″ est |                | |                    | Image manquante Téléverser |
| Église Saint-Orens de Maubec                                                                   | Maubec                     |                                                | 43° 48′ 34″ nord, 0° 54′ 58″ est | « PA00095782 » | Inscrit MH Église, sauf parties classées ; Classé MH Les façades (y compris le porche et le portail d'entrée qu'il abrite), les toitures (y compris celle du porche) | 1955 ; 1986        | Église Saint-Orens de Maubec |
| Église Saint-Maur de Maumusson                                                                 | Maumusson                  |                                                | 43° 55′ 03″ nord, 0° 54′ 13″ est |                | |                    | Église Saint-Maur de Maumusson |
| Église Saint-Martin de Meauzac                                                                 | Meauzac                    |                                                | 44° 05′ 19″ nord, 1° 14′ 22″ est | « IA00039800 » | |                    | Église Saint-Martin de Meauzac |
| Église Saint-Roch de Merles                                                                    | Merles                     |                                                | 44° 03′ 28″ nord, 0° 58′ 08″ est |                | |                    | Église Saint-Roch de Merles |
| Église Notre-Dame-des Misères de Mirabel                                                       | Mirabel                    |                                                | 44° 08′ 18″ nord, 1° 26′ 04″ est | « PA00095784 » | Inscrit MH Clocher ; Inscrit MH Façades et couvertures | 1948 ; 1951        | Église Notre-Dame-des Misères de Mirabel |
| Église Saint-Barthélemy de Saint-Barthélemy (Mirabel)                                          | Mirabel                    |                                                | 44° 08′ 35″ nord, 1° 24′ 25″ est |                | |                    | Image manquante Téléverser |
| Église Saint-Jean-Baptiste de Mirabel                                                          | Mirabel                    |                                                | 44° 08′ 40″ nord, 1° 25′ 10″ est |                | MIRABEL (1).jpg |                    | Image manquante Téléverser |
| Église de l'Assomption de Viminies                                                             | Mirabel                    |                                                | 44° 09′ 16″ nord, 1° 25′ 00″ est |                | |                    | Image manquante Téléverser |
| Église Saint-Pierre de Saint-Pierre-de-Najac                                                   | Miramont-de-Quercy         |                                                | 44° 13′ 11″ nord, 1° 03′ 55″ est | « IA00039974 » | |                    | Église Saint-Pierre de Saint-Pierre-de-Najac |
| Église Saint-Martin de Moissac                                                                 | Moissac                    |                                                | 44° 06′ 06″ nord, 1° 04′ 31″ est | « PA00095787 » | Classé MH Église, sauf chapelle Nord ; Classé MH Les peintures murales du 14e siècle ; Inscrit MH La parcelle DI 19 avec l'église et des vestiges                    | 1922 ; 1953 ; 2014 | Église Saint-Martin de Moissac |
| Église de Saint-Julien                                                                         | Moissac                    |                                                | 44° 09′ 38″ nord, 1° 05′ 44″ est | « IA00040157 » | |                    | Image manquante Téléverser |
| Église Saint-Jacques de Moissac                                                                | Moissac                    | (Lieu d'exposition de collections permanentes) | 44° 06′ 08″ nord, 1° 05′ 12″ est | « IA00040054 » | |                    | Église Saint-Jacques de Moissac |
| Église de la Décollation-de-Saint-Jean-Baptiste de Viarose                                     | Moissac                    |                                                | 44° 08′ 09″ nord, 1° 05′ 33″ est | « IA00040163 » | |                    | Image manquante Téléverser |
| Église du Carmel de Moissac                                                                    | Moissac                    |                                                | 44° 06′ 23″ nord, 1° 04′ 57″ est |                | |                    | Image manquante Téléverser |
| Église Saint-Amans de Moissac                                                                  | Moissac                    |                                                | 44° 08′ 35″ nord, 1° 10′ 23″ est |                | |                    | Image manquante Téléverser |
| Église Saint-Avit de Moissac                                                                   | Moissac                    |                                                | 44° 09′ 21″ nord, 1° 01′ 54″ est | « IA00040153 » | |                    | Image manquante Téléverser |
| Église Saint-Benoît de Saint-Benoît (Moissac)                                                  | Moissac                    |                                                | 44° 05′ 48″ nord, 1° 04′ 59″ est | « IA00040051 » | |                    | Image manquante Téléverser |
| Église Saint-Christophe de Saint-Christophe (Moissac)                                          | Moissac                    |                                                | 44° 08′ 52″ nord, 1° 08′ 27″ est | « IA00040154 » | |                    | Image manquante Téléverser |
| Église Saint-Christophe de Montescot                                                           | Moissac                    |                                                | 44° 09′ 00″ nord, 1° 03′ 47″ est | « IA00040148 » | |                    | Image manquante Téléverser |
| Église Saint-Hippolyte de Sainte-Livrade                                                       | Moissac                    |                                                | 44° 07′ 03″ nord, 1° 09′ 30″ est |                | |                    | Image manquante Téléverser |
| Abbatiale Saint-Pierre de Moissac                                                              | Moissac                    |                                                | 44° 06′ 19″ nord, 1° 05′ 06″ est |                | |                    | Abbatiale Saint-Pierre de Moissac |
| Église Notre-Dame-des-Pins d'Espis                                                             | Moissac                    |                                                | 44° 08′ 16″ nord, 1° 06′ 38″ est | « IA00040139 » | |                    | Église Notre-Dame-des-Pins d'Espis |
| Église Sainte-Catherine de Moissac                                                             | Moissac                    |                                                | 44° 06′ 10″ nord, 1° 04′ 55″ est | « IA00040053 » | |                    | Image manquante Téléverser |
| Église détruite Saint-Jacques de Moissac                                                       | Moissac                    | rue Jean Moura                                 | à géolocaliser                   | « IA00040055 » | |                    | Image manquante Téléverser |
| Église Saint-Nazaire de Molières                                                               | Molières                   |                                                | 44° 12′ 39″ nord, 1° 25′ 51″ est | « PA00095794 » | Inscrit MH | 1979               | Église Saint-Nazaire de Molières |
| Église de la Nativité-de-Notre-Dame de Molières                                                | Molières                   |                                                | 44° 11′ 34″ nord, 1° 21′ 43″ est | « IA82118759 » | |                    | Église de la Nativité-de-Notre-Dame de Molières |
| Église Saint-Amans de Molières                                                                 | Molières                   |                                                | 44° 10′ 09″ nord, 1° 22′ 49″ est | « IA82118761 » | |                    | Image manquante Téléverser |
| Église Saint-Christophe de Saint-Christophe (Molières)                                         | Molières                   |                                                | 44° 10′ 09″ nord, 1° 22′ 49″ est | « IA82118762 » | |                    | Image manquante Téléverser |
| Église Saint-Germain d'Espanel                                                                 | Molières                   |                                                | 44° 12′ 11″ nord, 1° 24′ 13″ est | « IA82118760 » | |                    | Image manquante Téléverser |
| Église Saint-Jérôme de Sainte-Arthémie                                                         | Molières                   |                                                | 44° 10′ 47″ nord, 1° 20′ 13″ est | « IA82118765 » | |                    | Image manquante Téléverser |
| Église Saint-Amans de Monbéqui                                                                 | Monbéqui                   |                                                | 43° 53′ 31″ nord, 1° 14′ 13″ est |                | |                    | Église Saint-Amans de Monbéqui |
| Église Notre-Dame-de-l'Assomption de Monclar-de-Quercy                                         | Monclar-de-Quercy          |                                                | 43° 58′ 03″ nord, 1° 35′ 02″ est | « IA82116650 » | |                    | Image manquante Téléverser |
| Église Saint-Martin de Chouastrac                                                              | Monclar-de-Quercy          |                                                | 44° 00′ 14″ nord, 1° 31′ 53″ est |                | |                    | Image manquante Téléverser |
| Église Saint-Michel des Lials                                                                  | Monclar-de-Quercy          |                                                | 44° 00′ 14″ nord, 1° 36′ 49″ est |                | |                    | Image manquante Téléverser |
| Église Saint-Saturnin de Marnhiac                                                              | Monclar-de-Quercy          |                                                | 43° 58′ 58″ nord, 1° 36′ 48″ est |                | |                    | Image manquante Téléverser |
| Église Saint-Blaise de Saint-Blaise (Monclar-de-Quercy)                                        | Monclar-de-Quercy          |                                                | 43° 59′ 03″ nord, 1° 35′ 33″ est |                | |                    | Image manquante Téléverser |
| Église Saint-Sulpice-de-Bourges de Montagudet                                                  | Montagudet                 |                                                | 44° 14′ 38″ nord, 1° 05′ 35″ est | « PA00095795 » | Inscrit MH | 1972               | Église Saint-Sulpice-de-Bourges de Montagudet |
| Église Saint-Jean-del-Bistou de Montagudet                                                     | Montagudet                 |                                                | 44° 13′ 58″ nord, 1° 04′ 33″ est | « IA00039552 » | |                    | Image manquante Téléverser |
| Église Saint-Remi de Saint-Rémy                                                                | Montagudet                 |                                                | 44° 14′ 50″ nord, 1° 03′ 56″ est |                | |                    | Image manquante Téléverser |
| Église détruite Saint-Sauveur de Montagudet                                                    | Montagudet                 |                                                | à géolocaliser                   | « IA00039554 » | |                    | Image manquante Téléverser |
| Église Notre-Dame de Gouts                                                                     | Montaigu-de-Quercy         |                                                | 44° 21′ 26″ nord, 1° 00′ 25″ est | « PA00095796 » | Inscrit MH | 1988               | Église Notre-Dame de Gouts |
| Église Saint-Pierre de Pervillac                                                               | Montaigu-de-Quercy         |                                                | 44° 20′ 43″ nord, 1° 03′ 50″ est | « PA00095797 » | Inscrit MH | 1979               | Église Saint-Pierre de Pervillac |
| Église de la Nativité-de-Notre-Dame de Couloussac                                              | Montaigu-de-Quercy         |                                                | 44° 22′ 02″ nord, 1° 04′ 26″ est | « IA00040245 » | |                    | Image manquante Téléverser |
| Église Saint-Caprais d'Aurignac                                                                | Montaigu-de-Quercy         |                                                | 44° 17′ 44″ nord, 1° 01′ 14″ est |                | |                    | Image manquante Téléverser |
| Église Saint-Caprais de Soucis                                                                 | Montaigu-de-Quercy         |                                                | 44° 22′ 45″ nord, 1° 06′ 36″ est |                | |                    | Image manquante Téléverser |
| Église Sainte-Cécile de Sainte-Cécile (Montaigu-de-Quercy)                                     | Montaigu-de-Quercy         |                                                | 44° 18′ 48″ nord, 1° 02′ 56″ est | « IA00040272 » | |                    | Image manquante Téléverser |
| Église Saint-Martin-de-Bournazel de Saint-Martin                                               | Montaigu-de-Quercy         |                                                | 44° 20′ 01″ nord, 1° 01′ 09″ est |                | |                    | Image manquante Téléverser |
| Église Saint-Michel de Montaigu-de-Quercy                                                      | Montaigu-de-Quercy         |                                                | 44° 20′ 29″ nord, 1° 01′ 06″ est | « IA00040225 » | |                    | Image manquante Téléverser |
| Église Saint-Pierre de Bonneval                                                                | Montaigu-de-Quercy         |                                                | 44° 21′ 19″ nord, 1° 02′ 41″ est | « IA00040238 » | |                    | Image manquante Téléverser |
| Église Saint-Pierre de Bournac                                                                 | Montaigu-de-Quercy         |                                                | 44° 20′ 01″ nord, 0° 59′ 30″ est | « IA00040240 » | |                    | Image manquante Téléverser |
| Église Saint-Vincent de Saint-Vincent d'Auriac                                                 | Montaigu-de-Quercy         |                                                | 44° 19′ 04″ nord, 1° 00′ 25″ est | « IA00040268 » | |                    | Image manquante Téléverser |
| Église Saint-Martin de Montaïn                                                                 | Montaïn                    |                                                | 43° 56′ 32″ nord, 1° 06′ 34″ est | « IA00039173 » | |                    | Église Saint-Martin de Montaïn |
| Église Saint-Jean-Baptiste de Montalzat                                                        | Montalzat                  |                                                | 44° 12′ 29″ nord, 1° 30′ 02″ est |                | |                    | Image manquante Téléverser |
| Église Saint-Julien-de-las-Doux de Saint-Julien                                                | Montalzat                  |                                                | 44° 12′ 23″ nord, 1° 31′ 54″ est |                | |                    | Image manquante Téléverser |
| Église Saint-Saturnin de Castanède                                                             | Montalzat                  |                                                | 44° 11′ 44″ nord, 1° 29′ 25″ est |                | |                    | Image manquante Téléverser |
| Église Saint-Pierre-ès-Liens de Saint-Pierre-de-Campredon                                      | Montastruc                 |                                                | 44° 05′ 31″ nord, 1° 17′ 24″ est |                | |                    | Image manquante Téléverser |
| Cathédrale Notre-Dame-de-l'Assomption de Montauban                                             | Montauban                  | place Franklin-Roosevelt                       | 44° 00′ 55″ nord, 1° 21′ 19″ est | « PA00095799 » | Classé MH | 1906               | Cathédrale Notre-Dame-de-l'Assomption de Montauban |
| Église Saint-Jacques de Montauban                                                              | Montauban                  | place Victor-Hugo                              | 44° 01′ 03″ nord, 1° 21′ 10″ est | « PA00095801 » | Classé MH | 1918               | Église Saint-Jacques de Montauban |
| Église Saint-Orens de Montauban                                                                | Montauban                  | place Saint-Orens                              | 44° 00′ 52″ nord, 1° 20′ 48″ est |                | |                    | Église Saint-Orens de Montauban |
| Église de la Nativité-de-Notre-Dame de Gasseras                                                | Montauban                  | rue de l'Abbé-Justin Mercadier de Gasseras     | 44° 01′ 08″ nord, 1° 19′ 16″ est |                | |                    | Image manquante Téléverser |
| Église de la Nativité-de-Notre-Dame du Fau                                                     | Montauban                  | route de Fau de le Fau                         | 43° 57′ 42″ nord, 1° 23′ 29″ est |                | |                    | Image manquante Téléverser |
| Église Notre-Dame-de-la-Paix de Montauban                                                      | Montauban                  | rue Louis-Braille                              | 44° 01′ 11″ nord, 1° 22′ 09″ est |                | |                    | Image manquante Téléverser |
| Église Sainte-Madeleine de Falguières                                                          | Montauban                  | chemin de Aiguillons de Falguières             | 44° 03′ 53″ nord, 1° 20′ 09″ est | « IA82100029 » | |                    | Image manquante Téléverser |
| Église Sainte-Thérèse-de-l'Enfant-Jésus de Montauban                                           | Montauban                  | avenue De Gaulle                               | 44° 00′ 31″ nord, 1° 22′ 21″ est |                | |                    | Image manquante Téléverser |
| Église Saint-Étienne de Montauban                                                              | Montauban                  | place du 22 septembre                          | 44° 00′ 47″ nord, 1° 21′ 04″ est |                | |                    | Église Saint-Étienne de Montauban |
| Église Saint-François-d'Assise de Fonneuve                                                     | Montauban                  | chemin de l'Église de Fonneuve                 | 44° 03′ 43″ nord, 1° 24′ 01″ est |                | |                    | Image manquante Téléverser |
| Église Saint-Hilaire de Saint-Hilaire (Montauban)                                              | Montauban                  | route de Bordeaux de Saint-Hilaire             | 44° 02′ 41″ nord, 1° 18′ 04″ est |                | |                    | Image manquante Téléverser |
| Église Saint-Jean-Baptiste de Verlhaguet                                                       | Montauban                  |                                                | 43° 59′ 20″ nord, 1° 18′ 28″ est |                | |                    | Image manquante Téléverser |
| Église Saint-Joseph de Montauban                                                               | Montauban                  | rue du Collège (ancien collège des Jésuites)   | 44° 01′ 05″ nord, 1° 21′ 23″ est |                | |                    | Église Saint-Joseph de Montauban |
| Église Saint-Jean-Baptiste de Villenouvelle                                                    | Montauban                  | 3 Rue Saint-Jean                               | 44° 01′ 19″ nord, 1° 21′ 17″ est |                | |                    | Image manquante Téléverser |
| Église Saint-Martial de Saint-Martial (Montauban)                                              | Montauban                  | chemin des Lebrats de Saint-Martial            | 43° 59′ 29″ nord, 1° 25′ 18″ est |                | |                    | Image manquante Téléverser |
| Église Saint-Georges de Montbarla                                                              | Montbarla                  |                                                | 44° 13′ 18″ nord, 1° 05′ 36″ est | « IA00039563 » | |                    | Église Saint-Georges de Montbarla |
| Église Saint-Étienne de Montbartier                                                            | Montbartier                |                                                | 43° 54′ 44″ nord, 1° 16′ 20″ est |                | |                    | Église Saint-Étienne de Montbartier |
| Église de l'Assomption de Montbeton                                                            | Montbeton                  |                                                | 44° 00′ 51″ nord, 1° 17′ 10″ est |                | |                    | Église de l'Assomption de Montbeton |
| Église Notre-Dame de la Visitation de Montech                                                  | Montech                    |                                                | 43° 57′ 25″ nord, 1° 13′ 51″ est | « PA00095836 » | Classé MH | 1910               | Église Notre-Dame de la Visitation de Montech |
| Église Notre-Dame-de-la-Feuillade de Montech                                                   | Montech                    |                                                | 43° 57′ 14″ nord, 1° 13′ 54″ est |                | |                    | Église Notre-Dame-de-la-Feuillade de Montech |
| Église Saint-Jean-Baptiste de Monteils                                                         | Monteils                   |                                                | 44° 10′ 25″ nord, 1° 34′ 12″ est |                | |                    | Image manquante Téléverser |
| Église Sainte-Thècle de Sainte-Thècle                                                          | Montesquieu                |                                                | 44° 11′ 10″ nord, 1° 04′ 43″ est | « IA00040174 » | |                    | Image manquante Téléverser |
| Église Saint-Martin d'Esmes                                                                    | Montesquieu                |                                                | 44° 10′ 59″ nord, 1° 01′ 45″ est | « IA00040167 » | |                    | Image manquante Téléverser |
| Église Saint-Jean-Baptiste de Montfermier                                                      | Montfermier                |                                                | 44° 13′ 08″ nord, 1° 24′ 37″ est |                | |                    | Église Saint-Jean-Baptiste de Montfermier |
| Église Saint-Séverin de Montgaillard                                                           | Montgaillard               |                                                | 43° 55′ 57″ nord, 0° 52′ 38″ est |                | |                    | Image manquante Téléverser |
| Église Saint-Martin de Montjoi                                                                 | Montjoi                    |                                                | 44° 11′ 47″ nord, 0° 55′ 10″ est | « IA00039708 » | |                    | Église Saint-Martin de Montjoi |
| Collégiale Saint-Martin de Montpezat-de-Quercy                                                 | Montpezat-de-Quercy        |                                                | 44° 14′ 12″ nord, 1° 28′ 46″ est | « PA00095838 » | Classé MH Collégiale ; Inscrit MH Façades et toitures des maisons à pans de bois entourant le chevet de l'ancienne collégiale                                        | 1840 ; 1956        | Collégiale Saint-Martin de Montpezat-de-Quercy |
| Église Saint-Julien de Pilou                                                                   | Montpezat-de-Quercy        |                                                | 44° 15′ 42″ nord, 1° 30′ 12″ est | « PA00095840 » | Inscrit MH | 1978               | Église Saint-Julien de Pilou |
| Église Notre-Dame de Saux                                                                      | Montpezat-de-Quercy        |                                                | 44° 15′ 42″ nord, 1° 27′ 20″ est | « PA00095841 » | Classé MH | 1949               | Église Notre-Dame de Saux |
| Église Sainte-Madeleine de La Madeleine                                                        | Montpezat-de-Quercy        |                                                | 44° 16′ 41″ nord, 1° 28′ 23″ est |                | |                    | Image manquante Téléverser |
| Église Saint-Laurent-de-Sénezelles de Saint-Laurent                                            | Montpezat-de-Quercy        |                                                | 44° 12′ 46″ nord, 1° 26′ 44″ est |                | |                    | Image manquante Téléverser |
| Église de l'Assomption de La Salvetat                                                          | Montpezat-de-Quercy        |                                                | 44° 14′ 05″ nord, 1° 27′ 08″ est |                | |                    | Image manquante Téléverser |
| Église Saint-Pierre de Gandoulès                                                               | Montpezat-de-Quercy        |                                                | 44° 14′ 25″ nord, 1° 25′ 52″ est |                | |                    | Image manquante Téléverser |
| Église Saint-Pierre de Montricoux                                                              | Montricoux                 |                                                | 44° 04′ 32″ nord, 1° 37′ 06″ est | « PA00095845 » | Classé MH Clocher et porte d'entrée | 1914               | Église Saint-Pierre de Montricoux |
| Église Saint-Laurent de Saint-Laurent-Nord                                                     | Montricoux                 |                                                | 44° 05′ 50″ nord, 1° 35′ 41″ est | « IA82113707 » | |                    | Image manquante Téléverser |
| Église Saint-Jean-Baptiste de Mouillac                                                         | Mouillac                   |                                                | 44° 16′ 02″ nord, 1° 39′ 54″ est | « IA00065766 » | |                    | Image manquante Téléverser |
| Église Saint-Pierre-ès-Liens de Nègrepelisse                                                   | Nègrepelisse               |                                                | 44° 04′ 32″ nord, 1° 31′ 21″ est | « PA82000008 » | Classé MH | 2009               | Église Saint-Pierre-ès-Liens de Nègrepelisse |
| Église Saint-Sernin de Nohic                                                                   | Nohic                      |                                                | 43° 53′ 34″ nord, 1° 26′ 13″ est | « PA00095847 » | Classé MH | 1913               | Église Saint-Sernin de Nohic |
| Église Saint-Ferréol d'Orgueil                                                                 | Orgueil                    |                                                | 43° 54′ 17″ nord, 1° 24′ 38″ est |                | |                    | Église Saint-Ferréol d'Orgueil |
| Église Saint-Andéol de Parisot                                                                 | Parisot                    |                                                | 44° 15′ 51″ nord, 1° 51′ 26″ est | « IA00065485 » | |                    | Église Saint-Andéol de Parisot |
| Église de l'Assomption de Neuviale                                                             | Parisot                    |                                                | 44° 16′ 33″ nord, 1° 53′ 01″ est |                | |                    | Image manquante Téléverser |
| Église Notre-Dame-des-Neiges de Causseviel                                                     | Parisot                    |                                                | 44° 15′ 39″ nord, 1° 54′ 27″ est |                | |                    | Image manquante Téléverser |
| Ancienne église de Cornusson                                                                   | Parisot                    |                                                | 44° 13′ 50″ nord, 1° 50′ 42″ est |                | |                    | Ancienne église de Cornusson |
| Église de la Nativité-de-Notre-Dame de Perville                                                | Perville                   |                                                | 44° 10′ 48″ nord, 0° 52′ 44″ est | « IA00039729 » | |                    | Église de la Nativité-de-Notre-Dame de Perville |
| Église Saint-Félix de Piquecos                                                                 | Piquecos                   |                                                | 44° 05′ 53″ nord, 1° 19′ 08″ est | « PA00095917 » | Inscrit MH | 1991               | Église Saint-Félix de Piquecos |
| Église Saint-Marc de Piquecos                                                                  | Piquecos                   |                                                | 44° 07′ 01″ nord, 1° 18′ 48″ est |                | |                    | Image manquante Téléverser |
| Église Saint-Denis de Pommevic                                                                 | Pommevic                   |                                                | 44° 05′ 59″ nord, 0° 55′ 56″ est | « PA00095852 » | Classé MH | 1979               | Église Saint-Denis de Pommevic |
| Église Saint-Grégoire de Pompignan                                                             | Pompignan                  |                                                | 43° 49′ 04″ nord, 1° 18′ 42″ est | « IA82125014 » | |                    | Église Saint-Grégoire de Pompignan |
| Église Saint-Christophe de Poupas                                                              | Poupas                     |                                                | 43° 58′ 02″ nord, 0° 50′ 26″ est | « IA00039266 » | |                    | Église Saint-Christophe de Poupas |
| Église Saint-Étienne de Cougournac                                                             | Puycornet                  |                                                | 44° 08′ 25″ nord, 1° 18′ 08″ est |                | |                    | Image manquante Téléverser |
| Église Notre-Dame-de-l'Assomption de Gibiniargues                                              | Puycornet                  |                                                | 44° 09′ 22″ nord, 1° 18′ 57″ est |                | |                    | Image manquante Téléverser |
| Église Saint-Romain de Saint-Romain (Puycornet)                                                | Puycornet                  |                                                | 44° 08′ 36″ nord, 1° 21′ 12″ est |                | |                    | Église Saint-Romain de Saint-Romain (Puycornet) |
| Église Saint-Saturnin de Camareil                                                              | Puycornet                  |                                                | 44° 09′ 03″ nord, 1° 20′ 01″ est |                | |                    | Image manquante Téléverser |
| Église Saint-Georges de Puygaillard-de-Lomagne                                                 | Puygaillard-de-Lomagne     |                                                | 43° 58′ 01″ nord, 0° 53′ 48″ est | « IA00039272 » | |                    | Église Saint-Georges de Puygaillard-de-Lomagne |
| Église Saint-Léonard de Puygaillard-de-Quercy                                                  | Puygaillard-de-Quercy      |                                                | 44° 01′ 22″ nord, 1° 38′ 28″ est |                | |                    | Église Saint-Léonard de Puygaillard-de-Quercy |
| Église Saint-Jacques de Puylagarde                                                             | Puylagarde                 |                                                | 44° 17′ 44″ nord, 1° 50′ 16″ est | « IA00065772 » | |                    | Église Saint-Jacques de Puylagarde |
| Église Saint-Jacques de Puylaroque                                                             | Puylaroque                 |                                                | 44° 15′ 00″ nord, 1° 36′ 37″ est | « PA00095855 » | Inscrit MH | 1927               | Église Saint-Jacques de Puylaroque |
| Église Saint-Hugues de Saint-Hugues (Puylaroque)                                               | Puylaroque                 |                                                | 44° 14′ 15″ nord, 1° 35′ 47″ est |                | |                    | Image manquante Téléverser |
| Église Saint-Jean-Baptiste de Mazerac                                                          | Puylaroque                 |                                                | 44° 15′ 32″ nord, 1° 37′ 56″ est |                | |                    | Image manquante Téléverser |
| Église Saint-Jean-Baptiste de Réalville                                                        | Réalville                  |                                                | 44° 06′ 48″ nord, 1° 28′ 49″ est |                | |                    | Église Saint-Jean-Baptiste de Réalville |
| Église Saint-Martin-de-Lastours de Saint-Martin                                                | Réalville                  |                                                | 44° 07′ 49″ nord, 1° 28′ 37″ est |                | |                    | Image manquante Téléverser |
| Église Saint-Nazaire de Saint-Nazaire (Réalville)                                              | Réalville                  |                                                | 44° 06′ 51″ nord, 1° 27′ 29″ est | « IA82119720 » | |                    | Image manquante Téléverser |
| Église Sainte-Anne de Reyniès                                                                  | Reyniès                    |                                                | 43° 55′ 07″ nord, 1° 23′ 56″ est |                | |                    | Église Sainte-Anne de Reyniès |
| Église Saint-Hilaire de Ferrussac                                                              | Roquecor                   |                                                | 44° 18′ 44″ nord, 0° 58′ 21″ est | « IA00040296 » | |                    | Image manquante Téléverser |
| Église Notre-Dame-de-l'Assomption de Roquecor                                                  | Roquecor                   |                                                | 44° 19′ 19″ nord, 0° 56′ 43″ est | « IA00040281 » | |                    | Image manquante Téléverser |
| Église Saint-Martin de Roquecor                                                                | Roquecor                   |                                                | 44° 19′ 05″ nord, 0° 56′ 20″ est | « IA00040303 » | |                    | Image manquante Téléverser |
| Église Saint-Jean-Baptiste de Saint-Aignan                                                     | Saint-Aignan               |                                                | 44° 01′ 04″ nord, 1° 04′ 36″ est | « PA00095863 » | Inscrit MH | 1979               | Église Saint-Jean-Baptiste de Saint-Aignan |
| Église Saint-Amans de Saint-Amans-de-Pellagal                                                  | Saint-Amans-de-Pellagal    |                                                | 44° 13′ 40″ nord, 1° 06′ 35″ est | « IA00039567 » | |                    | Église Saint-Amans de Saint-Amans-de-Pellagal |
| Église Saint-Avit de Saint-Avit (Saint-Amans-de-Pellagal)                                      | Saint-Amans-de-Pellagal    |                                                | 44° 13′ 31″ nord, 1° 08′ 09″ est | « IA00039577 » | |                    | Image manquante Téléverser |
| Église Saint-Jean-Baptiste de Saint-Amans-du-Pech                                              | Saint-Amans-du-Pech        |                                                | 44° 19′ 01″ nord, 0° 53′ 18″ est | « PA00095864 » | Inscrit MH | 1979               | Église Saint-Jean-Baptiste de Saint-Amans-du-Pech |
| Église de la Nativité-de-Notre-Dame de Servanac                                                | Saint-Antonin-Noble-Val    |                                                | 44° 10′ 25″ nord, 1° 40′ 58″ est |                | |                    | Image manquante Téléverser |
| Église Notre-Dame-du-Rosaire du Bosc de la Cam                                                 | Saint-Antonin-Noble-Val    |                                                | 44° 10′ 07″ nord, 1° 46′ 56″ est |                | |                    | Image manquante Téléverser |
| Église Saint-Antonin de Saint-Antonin-Noble-Val                                                | Saint-Antonin-Noble-Val    |                                                | 44° 09′ 04″ nord, 1° 45′ 20″ est | « IA00065510 » | |                    | Église Saint-Antonin de Saint-Antonin-Noble-Val |
| Église Sainte-Sabine de Sainte-Sabine                                                          | Saint-Antonin-Noble-Val    |                                                | 44° 08′ 02″ nord, 1° 47′ 42″ est | « IA00065567 » | |                    | Église Sainte-Sabine de Sainte-Sabine |
| Église Sainte-Madeleine de Saint-Arroumex                                                      | Saint-Arroumex             |                                                | 43° 59′ 34″ nord, 0° 59′ 53″ est |                | |                    | Église Sainte-Madeleine de Saint-Arroumex |
| Église Saint-Fabien-et-Saint-Sébastien de Saint-Beauzeil                                       | Saint-Beauzeil             |                                                | 44° 20′ 36″ nord, 0° 55′ 20″ est | « IA00040317 » | |                    | Image manquante Téléverser |
| Église Saint-Sulpice-et-Saint-Simplice de Souillas                                             | Saint-Beauzeil             |                                                | 44° 19′ 30″ nord, 0° 54′ 24″ est |                | |                    | Image manquante Téléverser |
| Église Saint-Quiriace de Saint-Cirice                                                          | Saint-Cirice               |                                                | 44° 03′ 00″ nord, 0° 50′ 51″ est | « PA00095878 » | Inscrit MH | 1984               | Église Saint-Quiriace de Saint-Cirice |
| Église Saint-Cyr-et-Sainte-Julitte de Saint-Cirq                                               | Saint-Cirq                 |                                                | 44° 08′ 42″ nord, 1° 36′ 15″ est |                | |                    | Image manquante Téléverser |
| Église Saint-Clair de Saint-Clair (Tarn-et-Garonne)                                            | Saint-Clair                |                                                | 44° 09′ 46″ nord, 0° 56′ 46″ est | « IA00039748 » | |                    | Église Saint-Clair de Saint-Clair (Tarn-et-Garonne) |
| Église Sainte-Marie-Madeleine de Colonges                                                      | Saint-Clair                |                                                | 44° 08′ 41″ nord, 0° 56′ 53″ est | « IA00039752 » | |                    | Image manquante Téléverser |
| Église Saint-Étienne de Saint-Étienne-de-Tulmont                                               | Saint-Étienne-de-Tulmont   |                                                | 44° 02′ 56″ nord, 1° 27′ 40″ est | « IA82112863 » | |                    | Image manquante Téléverser |
| Église Saint-Sixte de Saint-Georges                                                            | Saint-Georges              |                                                | 44° 13′ 02″ nord, 1° 38′ 37″ est | « IA82125016 » | |                    | Image manquante Téléverser |
| Église Saint-Martin de Saint-Martin de Caussenilles                                            | Saint-Georges              |                                                | 44° 12′ 22″ nord, 1° 38′ 34″ est |                | |                    | Église Saint-Martin de Saint-Martin de Caussenilles |
| Église Saint-Jean de Saint-Jean-du-Bouzet                                                      | Saint-Jean-du-Bouzet       |                                                | 43° 59′ 22″ nord, 0° 52′ 28″ est | « PA00095879 » | Inscrit MH | 1979               | Église Saint-Jean de Saint-Jean-du-Bouzet |
| Église Saint-Loup de Saint-Loup                                                                | Saint-Loup                 |                                                | 44° 05′ 10″ nord, 0° 51′ 31″ est |                | |                    | Église Saint-Loup de Saint-Loup |
| Église Saint-Roch de Montbrison                                                                | Saint-Michel               |                                                | 44° 02′ 54″ nord, 0° 57′ 24″ est | « IA00039377 » | |                    | Image manquante Téléverser |
| Église Saint-Michel de Saint-Michel (Tarn-et-Garonne)                                          | Saint-Michel               |                                                | 44° 01′ 58″ nord, 0° 56′ 44″ est |                | |                    | Église Saint-Michel de Saint-Michel (Tarn-et-Garonne) |
| Église Notre-Dame-de-la-Nativité de Charros                                                    | Saint-Nauphary             |                                                | 43° 57′ 46″ nord, 1° 28′ 10″ est |                | |                    | Image manquante Téléverser |
| Église Saint-Barnabé de Saint-Nauphary                                                         | Saint-Nauphary             |                                                | 43° 57′ 54″ nord, 1° 25′ 46″ est |                | |                    | Église Saint-Barnabé de Saint-Nauphary |
| Église Saint-Nazaire de Saint-Nazaire-de-Valentane                                             | Saint-Nazaire-de-Valentane |                                                | 44° 13′ 29″ nord, 1° 00′ 46″ est | « PA00095881 » | Inscrit MH | 1979               | Église Saint-Nazaire de Saint-Nazaire-de-Valentane |
| Église Saint-Barthélemy de Labruguède                                                          | Saint-Nazaire-de-Valentane |                                                | 44° 11′ 28″ nord, 0° 59′ 27″ est | « IA00039982 » | |                    | Image manquante Téléverser |
| Église Saint-Pierre de Mongaudon                                                               | Saint-Nazaire-de-Valentane |                                                | 44° 12′ 03″ nord, 1° 00′ 21″ est | « IA00039986 » | |                    | Image manquante Téléverser |
| Église Saint-Sernin des Pintiers de Saint-Sernin                                               | Saint-Nazaire-de-Valentane |                                                | 44° 11′ 53″ nord, 1° 02′ 26″ est | « IA00039990 » | |                    | Église Saint-Sernin des Pintiers de Saint-Sernin |
| Église Notre-Dame du Moutet                                                                    | Saint-Nicolas-de-la-Grave  |                                                | 44° 02′ 57″ nord, 1° 00′ 58″ est | « PA00095883 » | Inscrit MH | 1978               | Église Notre-Dame du Moutet |
| Église Saint-Victor de Saint-Nicolas-de-la-Grave                                               | Saint-Nicolas-de-la-Grave  |                                                | 44° 03′ 51″ nord, 1° 01′ 22″ est |                | |                    | Église Saint-Victor de Saint-Nicolas-de-la-Grave |
| Église Saint-Jean de Cornac                                                                    | Saint-Paul-d'Espis         |                                                | 44° 08′ 46″ nord, 1° 00′ 18″ est | « PA00095885 » | Inscrit MH | 1979               | Église Saint-Jean de Cornac |
| Église de la Conversion-de-Saint-Paul de Saint-Paul-d'Espis                                    | Saint-Paul-d'Espis         |                                                | 44° 08′ 38″ nord, 0° 58′ 09″ est | « IA00040177 » | |                    | Image manquante Téléverser |
| Église Saint-Pierre de Piac                                                                    | Saint-Paul-d'Espis         |                                                | 44° 08′ 06″ nord, 1° 00′ 53″ est |                | |                    | Image manquante Téléverser |
| Église Saint-Clair de Saint-Porquier                                                           | Saint-Porquier             |                                                | 44° 00′ 16″ nord, 1° 10′ 40″ est | « PA00095886 » | Inscrit MH | 1978               | Église Saint-Clair de Saint-Porquier |
| Église Saint-Projet de Saint-Projet                                                            | Saint-Projet               |                                                | 44° 18′ 17″ nord, 1° 47′ 44″ est |                | |                    | Image manquante Téléverser |
| Église Saint-Pierre-aux-Liens de Saillagol                                                     | Saint-Projet               |                                                | 44° 19′ 02″ nord, 1° 45′ 45″ est |                | |                    | Église Saint-Pierre-aux-Liens de Saillagol |
| Église Saint-Sardos de Saint-Sardos                                                            | Saint-Sardos               |                                                | 43° 54′ 02″ nord, 1° 08′ 07″ est | « PA00095887 » | Classé MH Clocher, à l'exclusion du porche moderne adossé à la façade du 14e siècle                                                                                  | 1921               | Église Saint-Sardos de Saint-Sardos |
| Église Saint-Vincent de Saint-Vincent-Lespinasse                                               | Saint-Vincent-Lespinasse   |                                                | 44° 07′ 05″ nord, 0° 57′ 14″ est | « PA00095889 » | Inscrit MH | 1978               | Église Saint-Vincent de Saint-Vincent-Lespinasse |
| Église Sainte-Juliette-et-Saint-Cirice de Sainte-Juliette                                      | Sainte-Juliette            |                                                | 44° 17′ 12″ nord, 1° 10′ 11″ est |                | |                    | Église Sainte-Juliette-et-Saint-Cirice de Sainte-Juliette |
| Église Saint-Genès de Saux                                                                     | Sauveterre                 |                                                | 44° 15′ 56″ nord, 1° 15′ 01″ est |                | |                    | Image manquante Téléverser |
| Église Saint-Jean-Baptiste de Sauveterre                                                       | Sauveterre                 |                                                | 44° 15′ 57″ nord, 1° 16′ 16″ est |                | |                    | Image manquante Téléverser |
| Église de l'Assomption de Savenès                                                              | Savenès                    |                                                | 43° 50′ 06″ nord, 1° 11′ 42″ est | « PA00095891 » | Inscrit MH | 1934               | Église de l'Assomption de Savenès |
| Église Notre-Dame-de-l'Assomption de Lalande                                                   | Septfonds                  |                                                | 44° 11′ 41″ nord, 1° 37′ 07″ est |                | |                    | Image manquante Téléverser |
| Église Saint-Blaise de Septfonds                                                               | Septfonds                  |                                                | 44° 10′ 40″ nord, 1° 37′ 03″ est |                | |                    | Église Saint-Blaise de Septfonds |
| Église Saint-Pierre-ès-Liens d'Aliguières                                                      | Septfonds                  |                                                | 44° 10′ 12″ nord, 1° 38′ 14″ est |                | |                    | Image manquante Téléverser |
| Église Saints-Gervais-et-Protais de Sérignac                                                   | Sérignac                   |                                                | 43° 55′ 10″ nord, 1° 01′ 27″ est | « IA00039110 » | |                    | Église Saints-Gervais-et-Protais de Sérignac |
| Église Saint-Laurent de Sistels                                                                | Sistels                    |                                                | 44° 03′ 40″ nord, 0° 46′ 58″ est | « IA00039368 » | |                    | Église Saint-Laurent de Sistels |
| Église Saint-Christophe de Touffailles                                                         | Touffailles                |                                                | 44° 16′ 17″ nord, 1° 02′ 52″ est | « PA00095911 » | Classé MH | 1991               | Église Saint-Christophe de Touffailles |
| Église Sainte-Livrade de Sainte-Livrade (Touffailles)                                          | Touffailles                |                                                | 44° 15′ 23″ nord, 1° 03′ 19″ est | (désaffectée)  | |                    | Image manquante Téléverser |
| Église Saint-Germain-d'Auxerre de Moissaguel                                                   | Touffailles                |                                                | 44° 16′ 34″ nord, 1° 00′ 58″ est |                | |                    | Image manquante Téléverser |
| Église Saint-Gervais de Saint-Gervais (Touffailles)                                            | Touffailles                |                                                | 44° 17′ 16″ nord, 1° 03′ 21″ est | « IA00040009 » | |                    | Image manquante Téléverser |
| Église de l'Assomption de Tréjouls                                                             | Tréjouls                   |                                                | 44° 16′ 02″ nord, 1° 14′ 11″ est | « IA00039601 » | |                    | Église de l'Assomption de Tréjouls |
| Église Saint-Urcisse de Saint-Urcisse (Tréjouls)                                               | Tréjouls                   |                                                | 44° 15′ 57″ nord, 1° 11′ 08″ est | « IA00039606 » | |                    | Image manquante Téléverser |
| Église Saint-Jean-Baptiste de Revel                                                            | Vaïssac                    |                                                | 44° 02′ 54″ nord, 1° 35′ 17″ est | « IA82116978 » | |                    | Image manquante Téléverser |
| Église Saint-Martin de Vaïssac                                                                 | Vaïssac                    |                                                | 44° 02′ 02″ nord, 1° 34′ 10″ est | « IA82117213 » | |                    | Image manquante Téléverser |
| Église Saint-Martin de Valeilles                                                               | Valeilles                  |                                                | 44° 21′ 50″ nord, 0° 55′ 24″ est | « IA00040326 » | |                    | Image manquante Téléverser |
| Église Saint-Pierre d'Ayrens                                                                   | Valeilles                  |                                                | 44° 21′ 24″ nord, 0° 54′ 02″ est |                | |                    | Image manquante Téléverser |
| Église Notre-Dame de Valence                                                                   | Valence                    |                                                | 44° 06′ 26″ nord, 0° 53′ 29″ est | « IA00039757 » | |                    | Église Notre-Dame de Valence |
| Église Saint-Jean-Baptiste de Castels                                                          | Valence                    |                                                | 44° 08′ 09″ nord, 0° 53′ 00″ est |                | |                    | Image manquante Téléverser |
| Église Saint-Pierre de Varen                                                                   | Varen                      |                                                | 44° 08′ 09″ nord, 0° 53′ 00″ est | « PA00095899 » | Classé MH | 1846               | Église Saint-Pierre de Varen |
| Église Saint-Étienne de Lexos                                                                  | Varen                      |                                                | 44° 08′ 34″ nord, 1° 52′ 57″ est |                | |                    | Image manquante Téléverser |
| Église Saint-Grégoire de Saint-Grégoire                                                        | Varen                      |                                                | 44° 08′ 08″ nord, 1° 54′ 36″ est | « IA00065600 » | |                    | Image manquante Téléverser |
| Église Saint-Martial de Varen                                                                  | Varen                      |                                                | 44° 11′ 26″ nord, 1° 55′ 38″ est | « IA00065601 » | |                    | Image manquante Téléverser |
| Église Saint-Martin d'Arnac                                                                    | Varen                      |                                                | 44° 09′ 06″ nord, 1° 51′ 37″ est |                | |                    | Église Saint-Martin d'Arnac |
| Église Saint-Vincent de Saint-Vincent (Varen)                                                  | Varen                      |                                                | 44° 09′ 59″ nord, 1° 54′ 43″ est |                | |                    | Église Saint-Vincent de Saint-Vincent (Varen) |
| Église Sainte-Germaine-de-Pibrac de Varennes                                                   | Varennes                   |                                                | 43° 54′ 04″ nord, 1° 29′ 49″ est |                | |                    | Église Sainte-Germaine-de-Pibrac de Varennes |
| Église Notre-Dame-des-Anges de Puylauron                                                       | Varennes                   |                                                | 43° 55′ 26″ nord, 1° 29′ 32″ est |                | |                    | Image manquante Téléverser |
| Église Saint-Julien de Vazerac                                                                 | Vazerac                    |                                                | 44° 11′ 25″ nord, 1° 17′ 08″ est | « PA00095902 » | Inscrit MH | 1978               | Église Saint-Julien de Vazerac |
| Église Saint-Blaise de Montcalvignac                                                           | Vazerac                    |                                                | 44° 11′ 11″ nord, 1° 15′ 25″ est |                | |                    | Image manquante Téléverser |
| Église de l'Assomption-et-de-Saint-Michel de Verdun-sur-Garonne                                | Verdun-sur-Garonne         |                                                | 43° 51′ 16″ nord, 1° 14′ 08″ est | « PA00095903 » | Classé MH | 1910               | Église de l'Assomption-et-de-Saint-Michel de Verdun-sur-Garonne |
| Église Notre-Dame de Notre-Dame-de-la-Croix                                                    | Verdun-sur-Garonne         |                                                | 43° 51′ 44″ nord, 1° 10′ 36″ est |                | |                    | Image manquante Téléverser |
| Église Saint-Pierre-ès-Liens de Verfeil                                                        | Verfeil                    |                                                | 44° 11′ 14″ nord, 1° 52′ 35″ est | « IA00065609 » | |                    | Église Saint-Pierre-ès-Liens de Verfeil |
| Église Saint-Robert de Selgues                                                                 | Verfeil                    |                                                | 44° 11′ 18″ nord, 1° 50′ 48″ est | « IA00065619 » | |                    | Image manquante Téléverser |
| Église Saint-Sixte de Paulhac                                                                  | Verfeil                    |                                                | 44° 11′ 44″ nord, 1° 53′ 07″ est | « IA00065613 » | |                    | Image manquante Téléverser |
| Église détruite Saint-Jean-Baptiste de Ginals                                                  | Verfeil                    |                                                | à géolocaliser                   | « IA00065612 » | |                    | Image manquante Téléverser |
| Église Notre-Dame-de-l'Assomption de la Vinouze                                                | Verlhac-Tescou             |                                                | 43° 57′ 08″ nord, 1° 31′ 31″ est |                | |                    | Église Notre-Dame-de-l'Assomption de la Vinouze |
| Église Saint-Barthélemy de Verlhac-Tescou                                                      | Verlhac-Tescou             |                                                | 43° 55′ 46″ nord, 1° 32′ 20″ est | « IA82119549 » | |                    | Image manquante Téléverser |
| Église Sainte-Quitterie de Vigueron                                                            | Vigueron                   |                                                | 43° 53′ 05″ nord, 1° 03′ 15″ est | « IA00039117 » | |                    | Image manquante Téléverser |
| Église Saint-Théodard de Villebrumier                                                          | Villebrumier               |                                                | 43° 54′ 22″ nord, 1° 27′ 17″ est |                | |                    | Église Saint-Théodard de Villebrumier |
| Église Saints-Fabien-et-Sébastien de Villemade                                                 | Villemade                  |                                                | 44° 04′ 33″ nord, 1° 17′ 13″ est | « PA00095905 » | Inscrit MH | 1979               | Église Saints-Fabien-et-Sébastien de Villemade |

### Culteprotestant
| Église                                | Commune                  | Adresse | Coordonnées                      | Notice         | Protection | Date | Illustration                          |
| ------------------------------------- | ------------------------ | ------- | -------------------------------- | -------------- | ---------- | ---- | ------------------------------------- |
| Temple d'Albias                       | Albias                   |         | 44° 05′ 29″ nord, 1° 26′ 53″ est |                |            |      | Image manquante Téléverser            |
| Temple protestant de Barry-d'Islemade | Barry-d'Islemade         |         | 44° 04′ 05″ nord, 1° 16′ 35″ est | « PA82000036 » | Inscrit MH | 2015 | Temple protestant de Barry-d'Islemade |
| Temple de Bioule                      | Bioule                   |         | 44° 05′ 25″ nord, 1° 32′ 14″ est |                |            |      | Temple de Bioule                      |
| Temple protestant de Caussade         | Caussade                 |         | 44° 09′ 27″ nord, 1° 32′ 04″ est | « PA82000037 » | Inscrit MH | 2015 | Image manquante Téléverser            |
| Temple de Corbarieu                   | Corbarieu                |         | 43° 56′ 44″ nord, 1° 22′ 05″ est |                |            |      | Image manquante Téléverser            |
| Temple de Meauzac                     | Meauzac                  |         | 44° 05′ 31″ nord, 1° 14′ 21″ est |                |            |      | Image manquante Téléverser            |
| Temple des Carmes                     | Montauban                |         | 44° 00′ 56″ nord, 1° 21′ 10″ est | « PA00095835 » | Classé MH  | 1971 | Temple des Carmes                     |
| Temple de Saint-Martial               | Montauban                |         | 43° 59′ 51″ nord, 1° 25′ 45″ est |                |            |      | Image manquante Téléverser            |
| Temple de la Faculté de Montauban     | Montauban                |         | 44° 01′ 11″ nord, 1° 21′ 02″ est |                |            |      | Image manquante Téléverser            |
| Temple du Fau                         | Montauban                |         | 43° 58′ 13″ nord, 1° 23′ 47″ est |                |            |      | Image manquante Téléverser            |
| Temple protestant de Nègrepelisse     | Nègrepelisse             |         | 44° 04′ 32″ nord, 1° 31′ 15″ est | « PA00095913 » | Classé MH  | 1994 | Temple protestant de Nègrepelisse     |
| Temple de Saint-Antonin-Noble-Val     | Saint-Antonin-Noble-Val  |         | 44° 09′ 02″ nord, 1° 45′ 28″ est |                |            |      | Temple de Saint-Antonin-Noble-Val     |
| Temple de Saint-Étienne-de-Tulmont    | Saint-Étienne-de-Tulmont |         | 44° 02′ 49″ nord, 1° 27′ 47″ est |                |            |      | Image manquante Téléverser            |

### Culteorthodoxe
| Église                                   | Commune        | Adresse                | Coordonnées                      | Notice         | Protection | Date | Illustration               |
| ---------------------------------------- | -------------- | ---------------------- | -------------------------------- | -------------- | ---------- | ---- | -------------------------- |
| Chapelle Orthodoxe Saint-Nicolas d'Ohrid | Castelsarrasin | 476 chemin des Dantous | 44° 01′ 46″ nord, 1° 09′ 33″ est |                |            |      | Image manquante Téléverser |
| Chapelle Orthodoxe de Belpech            | L'Honor-de-Cos |                        | 44° 06′ 17″ nord, 1° 20′ 02″ est | « IA00048422 » |            |      | Image manquante Téléverser |
| Chapelle Orthodoxe de Roquecor           | Roquecor       | rue de la Fontaine     | à géolocaliser                   |                |            |      | Image manquante Téléverser |